# 京成成田駅

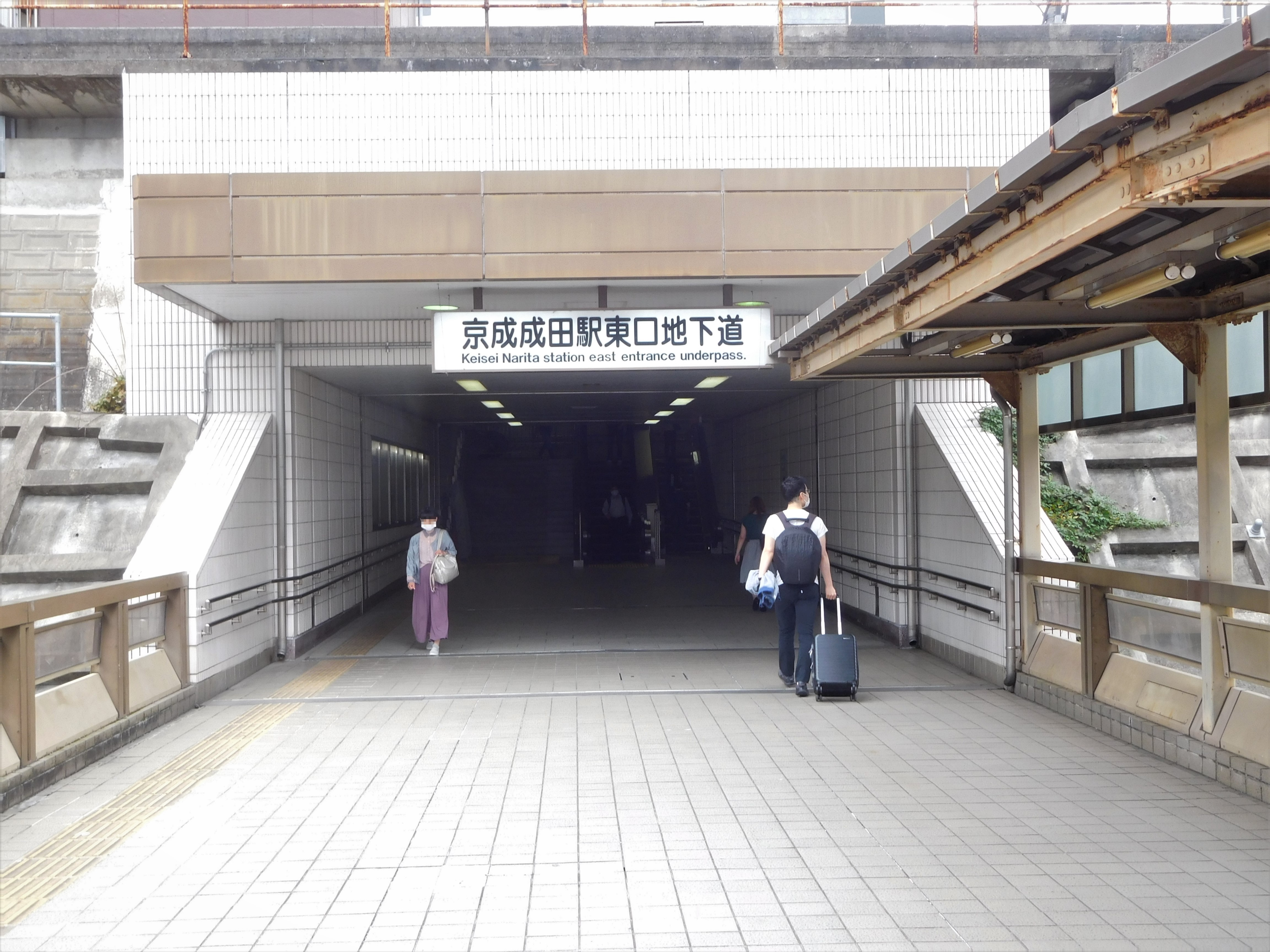
東口地下道（2020年9月）

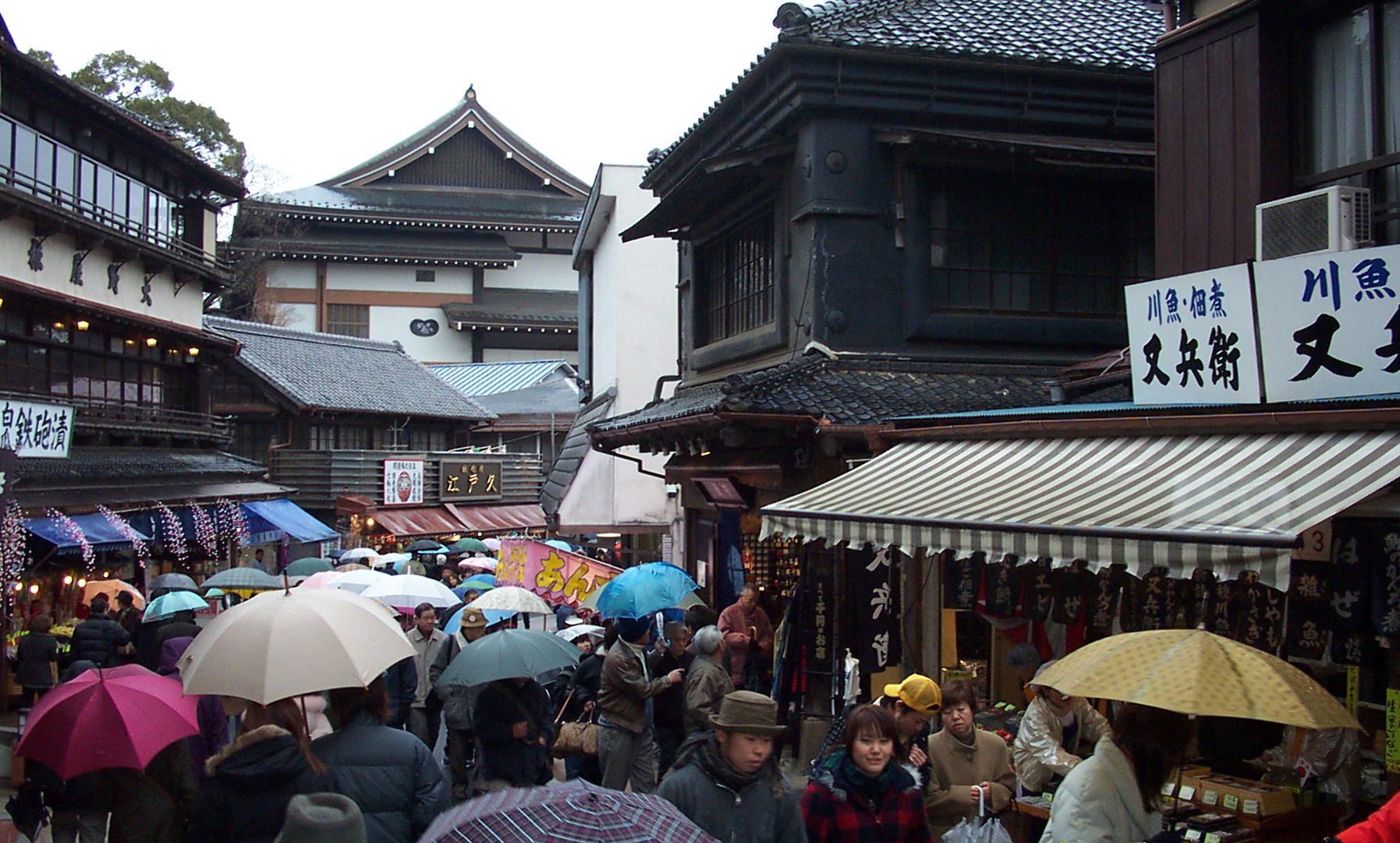
成田山新勝寺の表参道

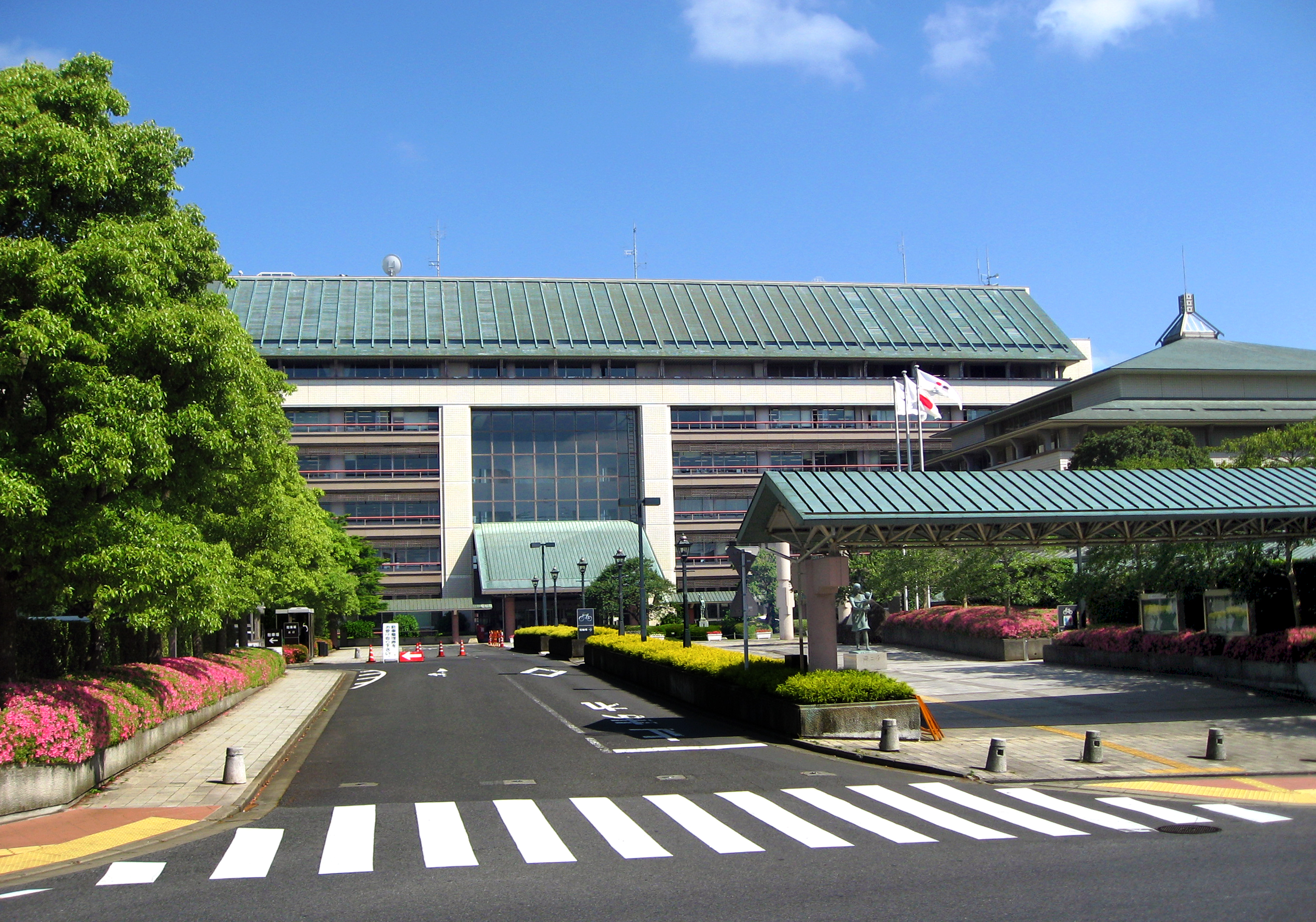
成田市役所（当駅が最寄り駅）

京成成田駅（けいせいなりたえき）は、千葉県成田市花崎町にある、京成電鉄の駅である。駅番号はKS40。東日本旅客鉄道（JR東日本）の成田駅と近接しており、乗換駅となっている。

## 歴史
1911年（明治44年）1月20日、成田山新勝寺至近に、鳴鐘山東勝寺（宗吾霊堂）とを結ぶ成宗電気軌道が開通。のちに当駅付近には京成電車前停留場が設けられ、連絡を図っていた。この路線は1944年（昭和19年）12月11日に不要不急線として廃止されたが、当駅から成田山新勝寺までの廃線跡は道路（電車道）に転用され、アクセスルートの一つとなっている。

### 年表
- 1925年（大正14年）12月24日 - 現在の公津の杜駅寄り400メートル（m）に、成田花咲町駅（仮設駅）が開業。後述の初代成田空港駅への延伸までは、当駅が終着駅であった。
- 1930年（昭和5年）4月25日 - 路線延伸時に成田花咲町駅を廃止し、本設駅として成田駅が開業。
- 1931年（昭和6年）11月18日 - 京成成田駅に改称。
- 1958年（昭和33年）9月 - 1度目の構内改良工事および現行の日本風の構えの駅舎が竣工。
- 1967年（昭和42年）12月 - 2度目の構内改良工事が竣工。ホームが6両編成対応[注 1]3面3線の形態となる。
- 1968年（昭和43年）3月10日 - 成田空港建設に反対するデモに参加するため、駅を下車した学生らと機動隊が改札口前で衝突。激しい投石が行われて駅の施設などが破壊。居合わせた他の乗客はホーム下のスペースに退避を余儀なくされた[2]。
- 1978年（昭和53年）5月21日 当駅 - 成田空港駅（初代、現在の東成田駅）間が延伸開業し、中間駅となる。
- 1992年（平成4年）7月23日 - 当駅と東口広場を結ぶ京成成田駅東口地下道が完成[3]。
- 2006年（平成18年） - 西口広場の整備改修が終了。架空線および電柱地中化。
- 2007年（平成19年）3月18日 - ICカード「PASMO」の利用が可能となる。
- 2008年（平成20年） - 東口広場の改修工事が終了。一般車両停車スペースおよび、バス待避スペース、バス停などが整備される。
- 2010年（平成22年）
  - 3月1日 - スカイライナー券発券窓口を閉鎖。
  - 3月13日 - 駅のバリアフリー化に伴い改札内コンコース - ホーム間に車椅子対応型エレベーターが計3基設置、供用開始。
  - 7月17日 - 成田スカイアクセス線開業によるダイヤ改正に伴い、新設された「シティライナー」の停車駅となる。また「スカイライナー」はすべて成田スカイアクセス線経由となったため営業列車で当駅を通過する列車が消滅した。
- 2013年（平成25年）10月16日 - 台風26号の影響で1番線側の法面土砂流出[4]。1・2番線ホームの使用を停止し、10月17日より3 - 5番線を使用して運転再開[5]。
- 2014年（平成26年）2月8日 - 1・2番線ホームの供用を再開[6]。
- 2015年（平成27年）3月7日 - 駅舎の耐震補強工事に伴い、自動改札機を移動、改札窓口（有人改札口）をウォークインタイプにリニューアルし供用開始[7]。
- 2016年（平成28年）
  - 3月25日 - 法面補強工事が完了[8]。
  - 6月 - 当駅「西口」が、成田駅東口と合同で「参道口」に改称[9]。
- 2018年（平成30年）12月22日 - 1・2番線ホームに待合室を設置し、供用を開始[10]。
- 2019年（平成31年）3月20日 - 全てのホームに設置しているベンチの向きを変更。

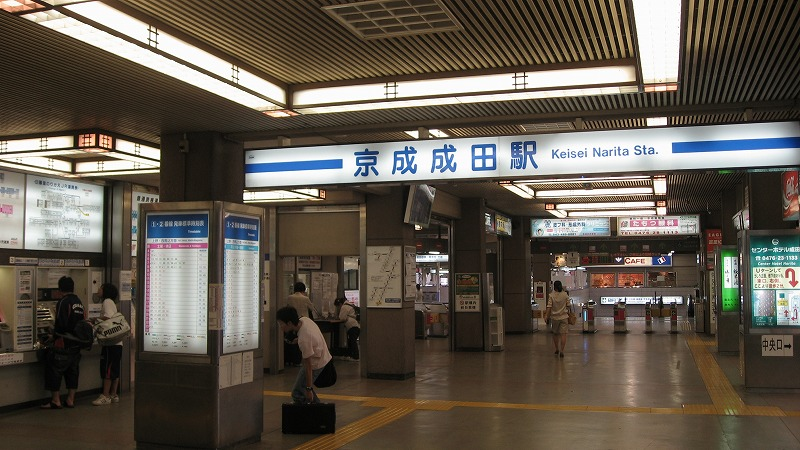
改装前の改札口（2008年8月）
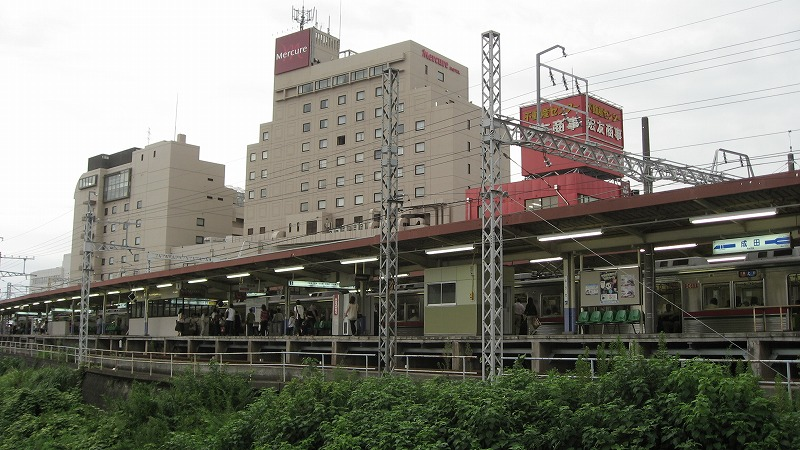
東口から望む駅ホーム（2008年8月）
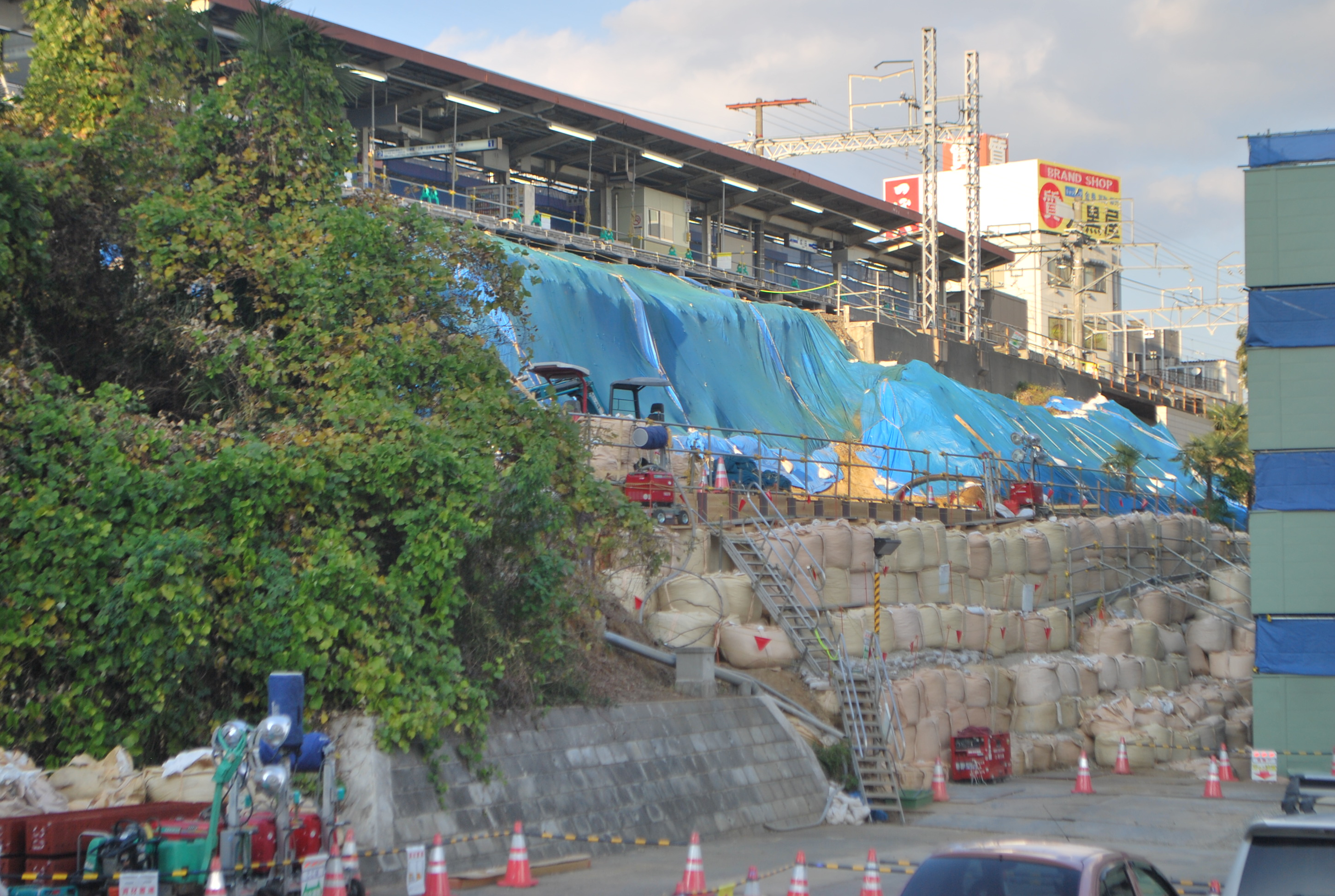
法面崩壊した1番線下復旧工事（2013年12月）

## 駅構造
3面3線構造の地上駅であり、駅長配置駅。成田管区として、京成酒々井駅、宗吾参道駅、公津の杜駅を管理下に置く。2番線と3番線、4番線と5番線で線路を共有する。当駅は台地上に位置しており、1番線のすぐ東側が崖線となっている。当駅の京成上野寄りは地上線であるのに対し、成田空港・東成田寄りは高架線となっている。5番線は主に成田空港方面、1・2番線には主に京成上野方面と東成田・芝山鉄道線方面、当駅折り返し列車などが発着する。改札口は北側に1か所あり、出入口は西口（参道口）と東口（地下道出入口）の2か所ある。
各ホームへは車椅子対応型のエスカレーターとエレベーターが設置されている。5番線ホーム内に改札口があり、5番線以外の各ホームへのアクセスは改札のある5番線ホームから一度エスカレーターおよび階段を下り地下道を経由するか、エレベーターで一旦橋上に上がってコンコースを通り再びエレベーターで下りる必要がある。西口側は高低差が無いが、高低差のある東口側は階段となっており、エスカレーターは設置されているが、車椅子対応型ではない。トイレは1・2番線ホーム北側及び5番線ホーム中央に設置されており、5番線ホームのものは多機能トイレを併設している。
5番線ホームにはサンエトワール京成成田店（パン屋）が立地する。また、東口側の駅2階部分には市進学院が入居する。セブン銀行と中央労働金庫のATMが改札口付近に設置されている。
かつて成田や佐倉の野菜行商の農家女性を乗せた通称「なっぱ電車」と呼ばれる専用車は利用者減少とともに1982年廃止されたが、ホームには、かつて行商の人らが荷物を担ぎ上げやすいよう1980年台頃まで使っていた「担ぎ台」が2025年現在でも置かれている。

### のりば
| 番線 | 路線     | 方向 | 行先                                              | 備考                         |
| ---- | -------- | ---- | ------------------------------------------------- | ---------------------------- |
| 1・2 | 東成田線 | 下り | 東成田・ 芝山鉄道方面（日中のみ）                 |                              |
| 1・2 | 京成本線 | 上り | 京成船橋・日暮里・京成上野・押上・ 都営浅草線方面 |                              |
| 3    | 京成本線 | 上り | 京成上野方面                                      | 「モーニングライナー」が使用 |
| 4    | 京成本線 | 下り | 降車専用                                          | 現在不使用                   |
| 5    | 京成本線 | 下り | 空港第2ビル・成田空港方面                         |                              |
| 5    | 東成田線 | 下り | 東成田・ 芝山鉄道線方面（夕方のみ）               |                              |

- 上表の路線名は成田空港線開業後の旅客案内の名称に基づいている。
- 5番線ホームに到着する東成田・芝山千代田行の列車については、自動放送で「成田空港には、行きません。」と案内される（逆[要説明]も同様）。

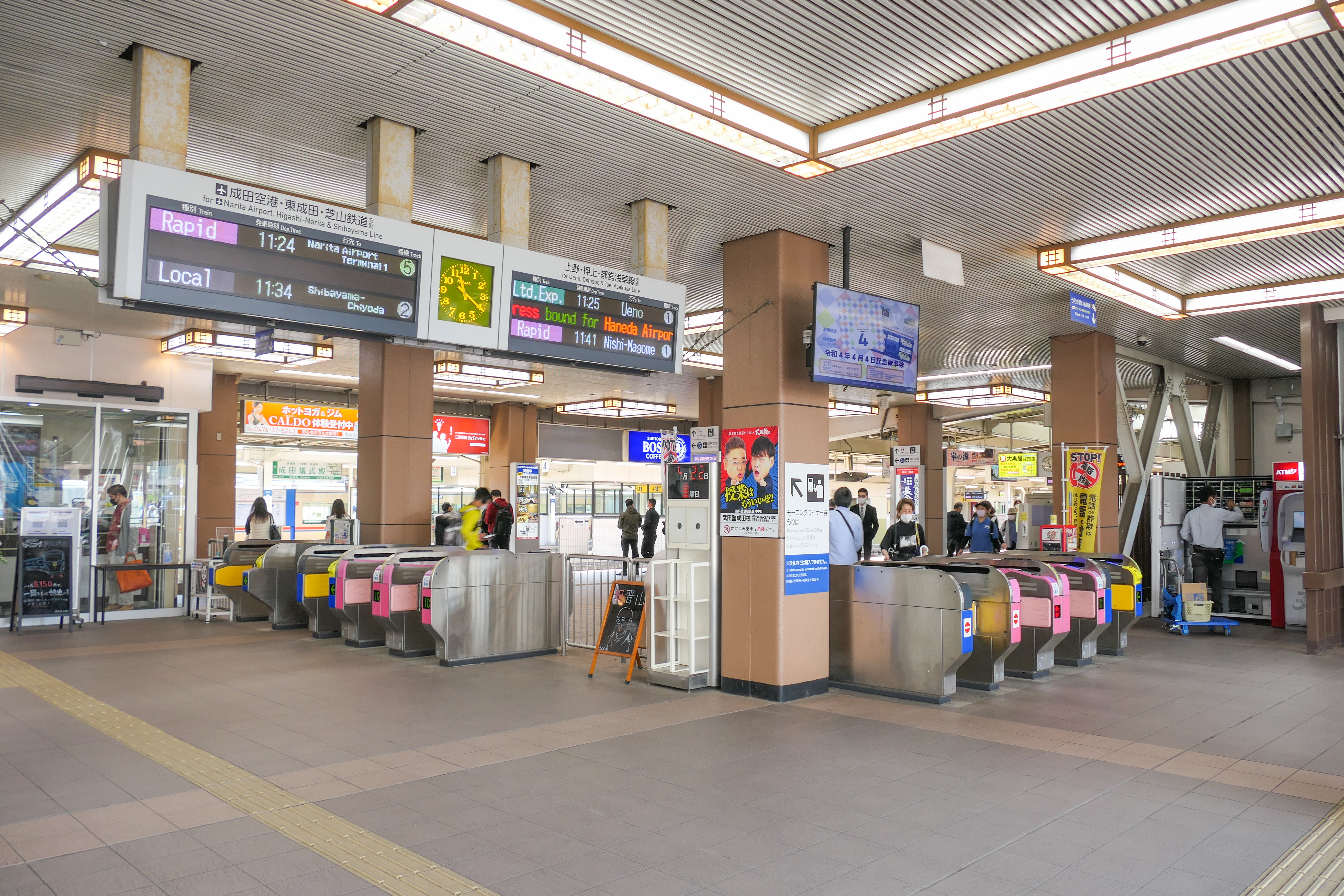
改札口（2022年4月）
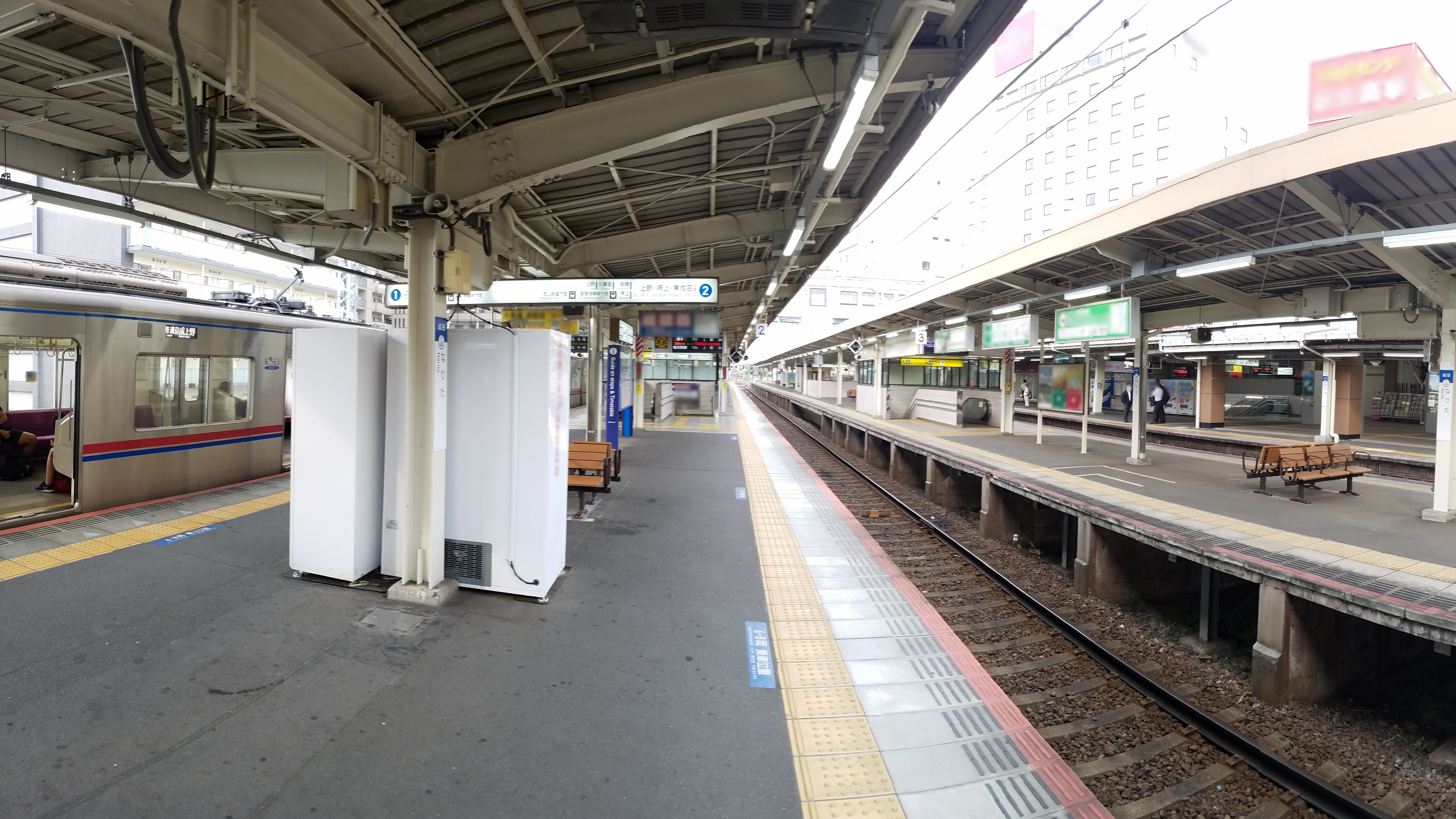
1・2番線ホーム（2020年8月）
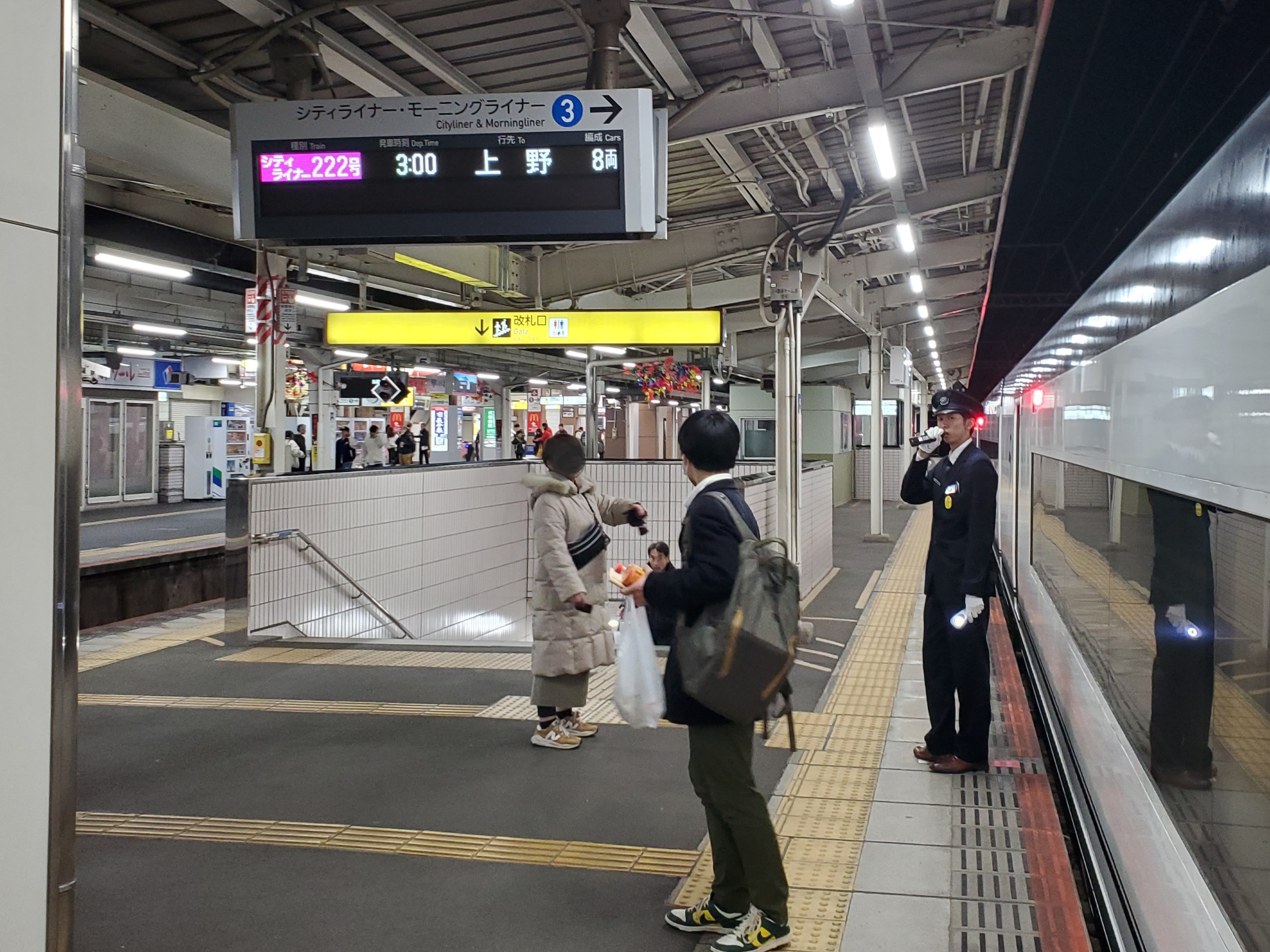
3・4番線ホーム（2024年1月）
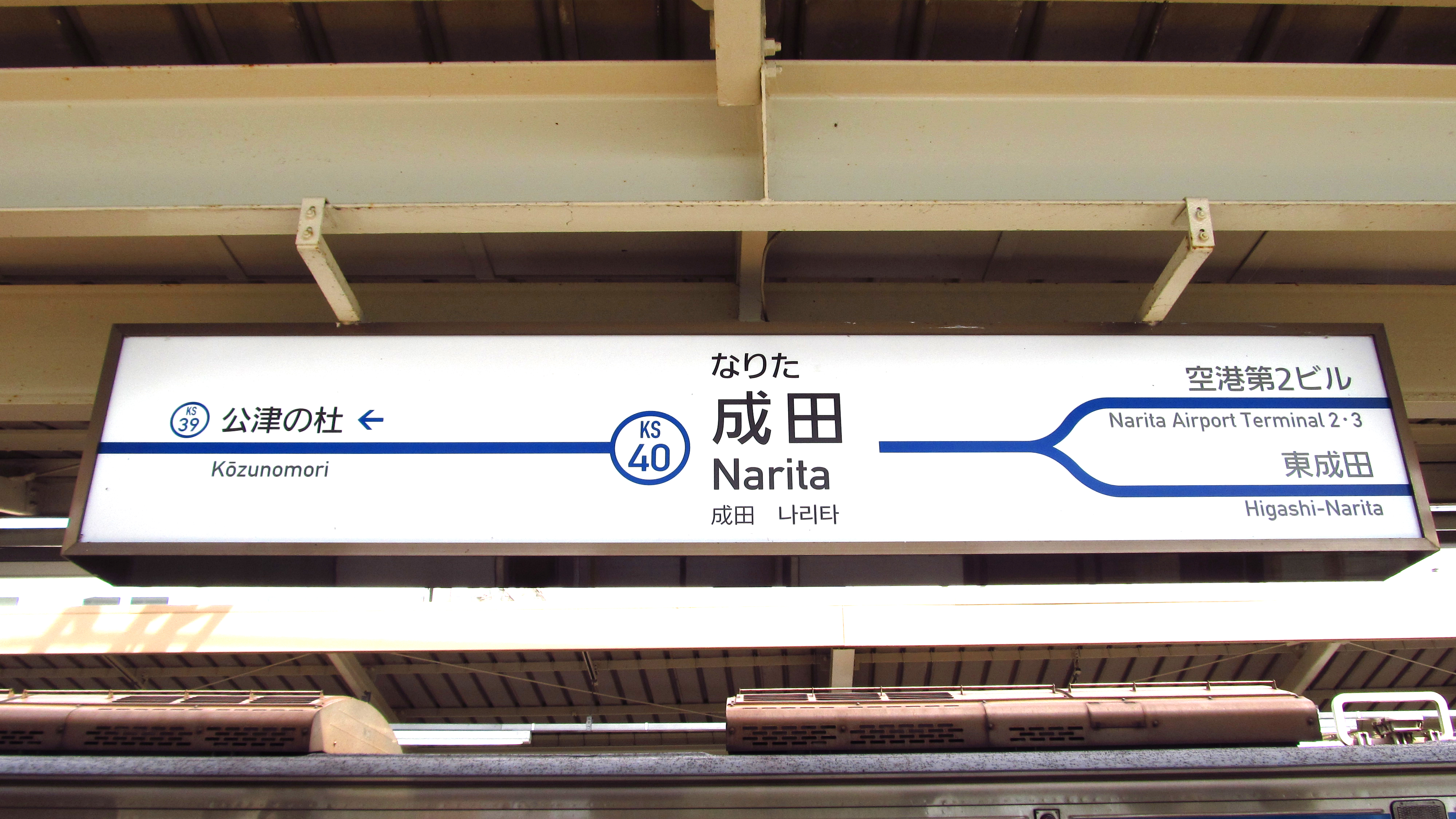
駅名標（2020年7月）

## 利用状況
江戸時代から多くの参拝客を集めている成田山新勝寺への最寄り駅の一つであり、特に初詣の参拝客数は約300万人（例年）にも及ぶため、正月三が日の利用者数は大幅に増加する。
2024年度の1日平均乗降人員は36,328人である。近年の1日平均乗降・乗車人員推移は下表の通り。
| 年度               | 1日平均 乗降人員 | 1日平均 乗降人員 | 1日平均 乗車人員 | 1日平均 乗車人員 |
| ------------------ | ---------------- | ---------------- | ---------------- | ---------------- |
| 1998年（平成10年） |                  |                  | 18,732           | [ * 1 ]          |
| 1999年（平成11年） |                  |                  | 18,758           | [ * 2 ]          |
| 2000年（平成12年） |                  |                  | 18,916           | [ * 3 ]          |
| 2001年（平成13年） |                  |                  | 18,834           | [ * 4 ]          |
| 2002年（平成14年） |                  |                  | 18,673           | [ * 5 ]          |
| 2003年（平成15年） | 37,409           | [ 広告 1 ]       | 18,604           | [ * 6 ]          |
| 2004年（平成16年） | 37,535           | [ 広告 2 ]       | 18,723           | [ * 7 ]          |
| 2005年（平成17年） | 37,497           | [ 広告 3 ]       | 18,638           | [ * 8 ]          |
| 2006年（平成18年） | 38,045           | [ 広告 4 ]       | 18,892           | [ * 9 ]          |
| 2007年（平成19年） | 38,162           | [ 広告 5 ]       | 18,920           | [ * 10 ]         |
| 2008年（平成20年） | 38,568           | [ 広告 6 ]       | 19,148           | [ * 11 ]         |
| 2009年（平成21年） | 37,499           | [ 広告 7 ]       | 18,630           | [ * 12 ]         |
| 2010年（平成22年） | 36,026           | [ 広告 8 ]       | 17,901           | [ * 13 ]         |
| 2011年（平成23年） | 34,583           | [ 広告 9 ]       | 17,212           | [ * 14 ]         |
| 2012年（平成24年） | 35,426           | [ 広告 10 ]      | 17,612           | [ * 15 ]         |
| 2013年（平成25年） | 35,685           | [ 広告 11 ]      | 17,715           | [ * 16 ]         |
| 2014年（平成26年） | 34,871           | [ 広告 12 ]      | 17,344           | [ * 17 ]         |
| 2015年（平成27年） | 35,489           | [ 広告 13 ]      | 17,617           | [ * 18 ]         |
| 2016年（平成28年） | 35,933           | [ 広告 14 ]      | 17,838           | [ * 19 ]         |
| 2017年（平成29年） | 36,924           | [ 広告 15 ]      | 18,335           | [ * 20 ]         |
| 2018年（平成30年） | 37,742           | [ 広告 16 ]      | 18,739           | [ * 21 ]         |
| 2019年（令和元年） | 36,905           | [ 京成 2 ]       | 18,342           | [ 京成 2 ]       |
| 2020年（令和02年） | 24,702           | [ 京成 3 ]       | 12,329           | [ 京成 3 ]       |
| 2021年（令和03年） | 27,400           | [ 京成 4 ]       | 13,688           | [ 京成 4 ]       |
| 2022年（令和04年） | 31,140           | [ 京成 5 ]       | 15,504           | [ 京成 5 ]       |
| 2023年（令和05年） | 34,539           | [ 京成 6 ]       | 17,159           | [ 京成 6 ]       |
| 2024年（令和06年） | 36,328           | [ 京成 1 ]       | 18,093           | [ 京成 1 ]       |

## 駅周辺
当駅は東日本旅客鉄道（JR東日本）の成田駅とともに旧成田市街地の玄関口となっており、駅周辺は行政機関や商業施設、宿泊施設などが集約している。JR成田駅交差点より北側に成田山新勝寺への表参道入口があり、参道には国の登録有形文化財の歴史的建造物が多く、門前町の代表的町並み群は日本遺産（北総四都市江戸紀行）に認定されている。

### 東口

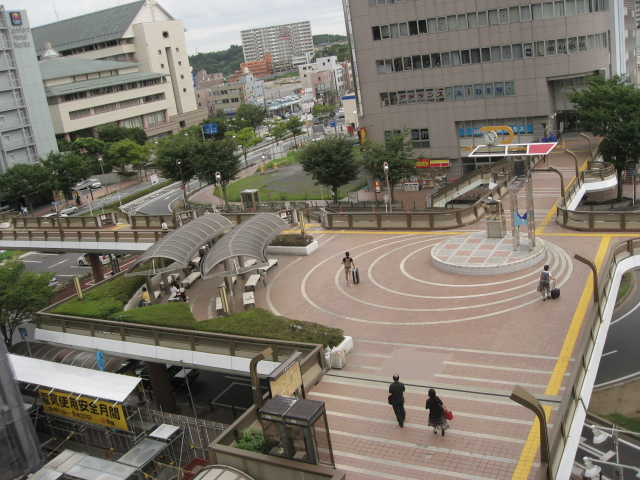
東口ペデストリアンデッキ（2008年8月）

駅東口には国道51号（成田街道）、東関東自動車道が通り、国道51号を越えた先には成田市と富里市との市境がある。そのため、富里市の日吉台ニュータウンからの利用者も多いとされる。

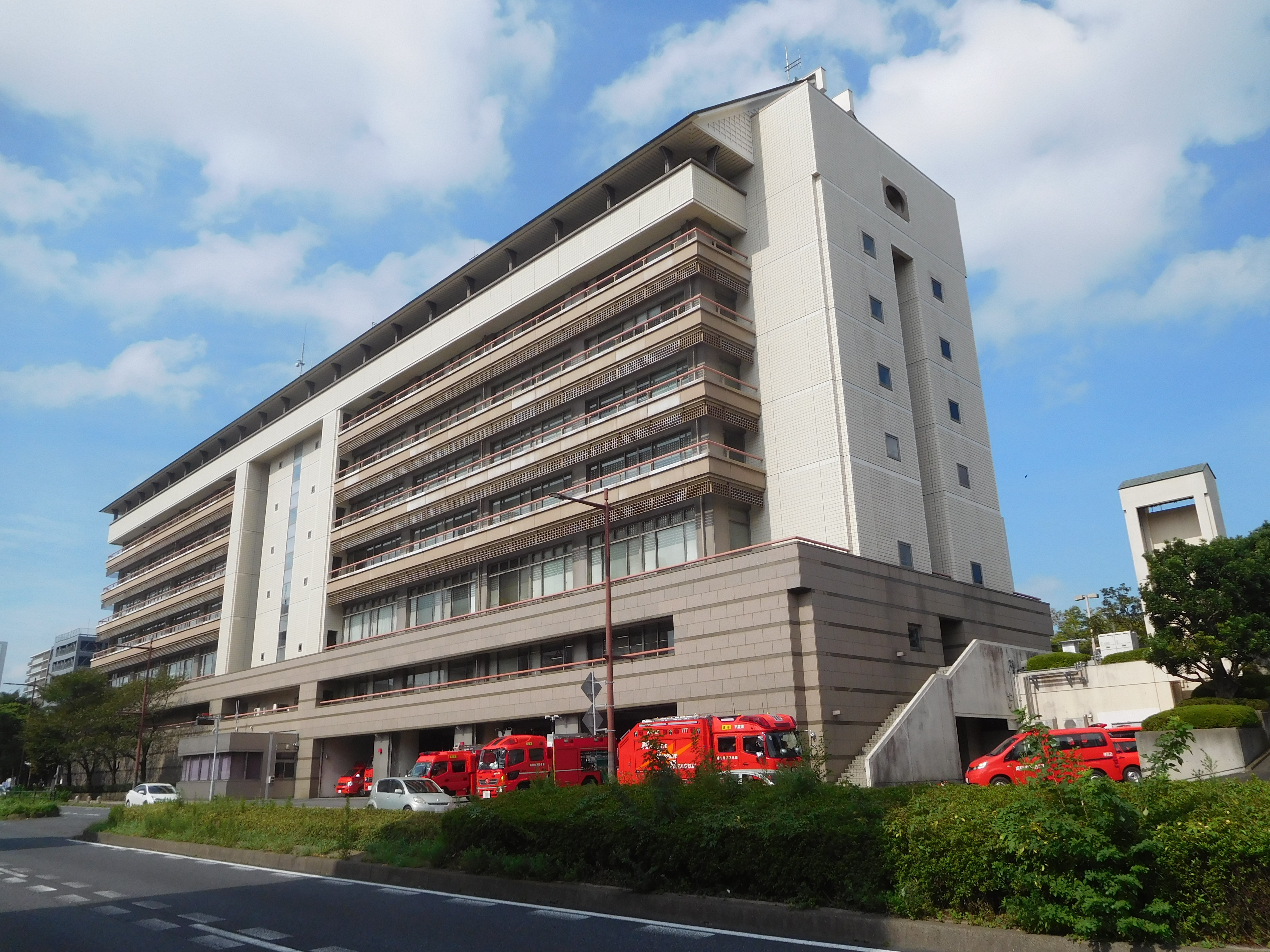
成田市役所 - 成田市消防本部・成田消防署
- 富里北部コミュニティセンター
  - 富里市役所 日吉台出張所
- 富里市立日吉台小学校
- 日吉台幼稚園
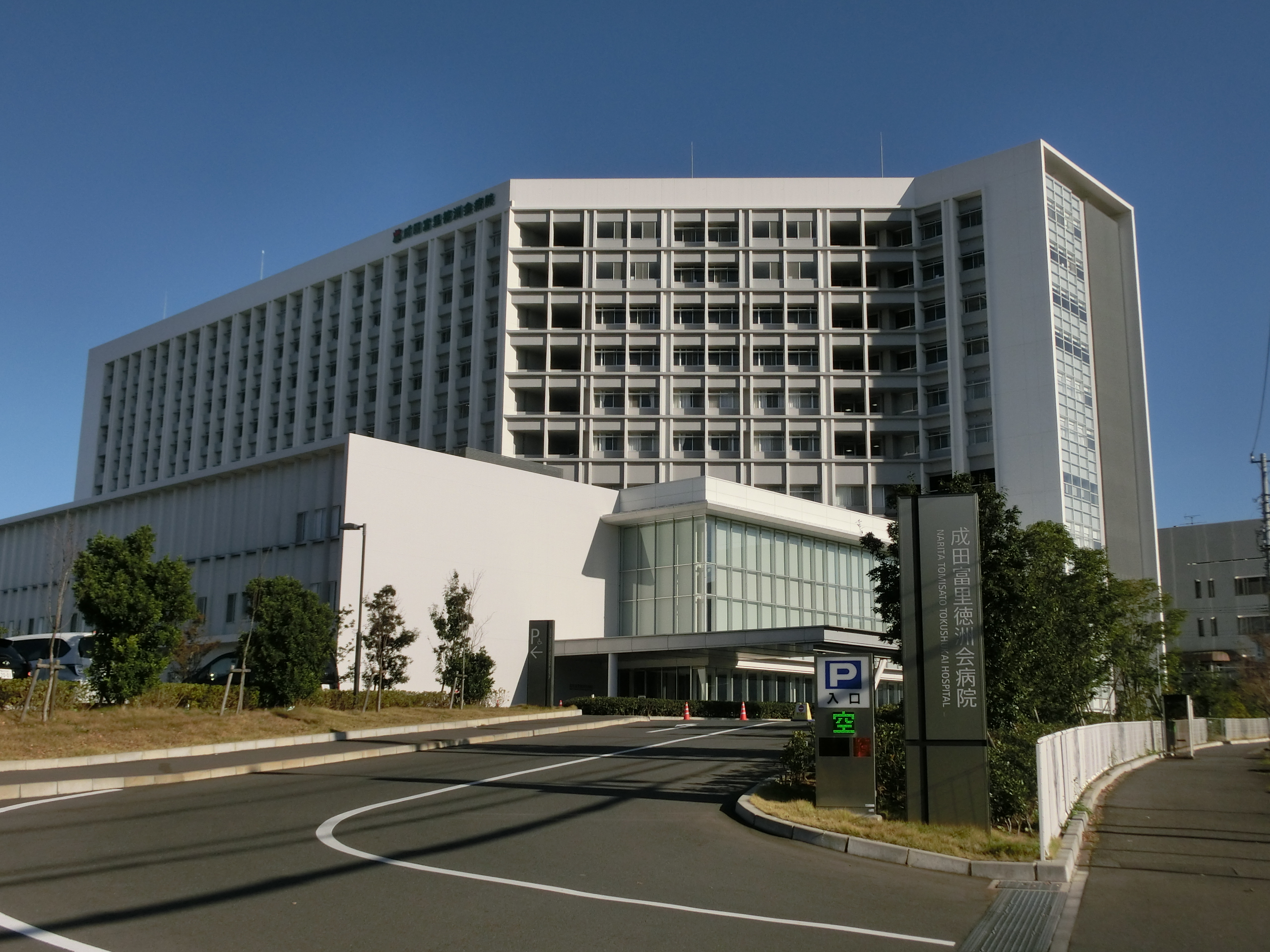
成田富里徳洲会病院
- 日吉台病院
- 富里日吉台郵便局
- 三井住友銀行 京成成田駅前出張所
- 京葉銀行 成田支店
- あかつき証券 成田支店
- ちばぎん証券 成田支店
- 日本生命保険 成田支社
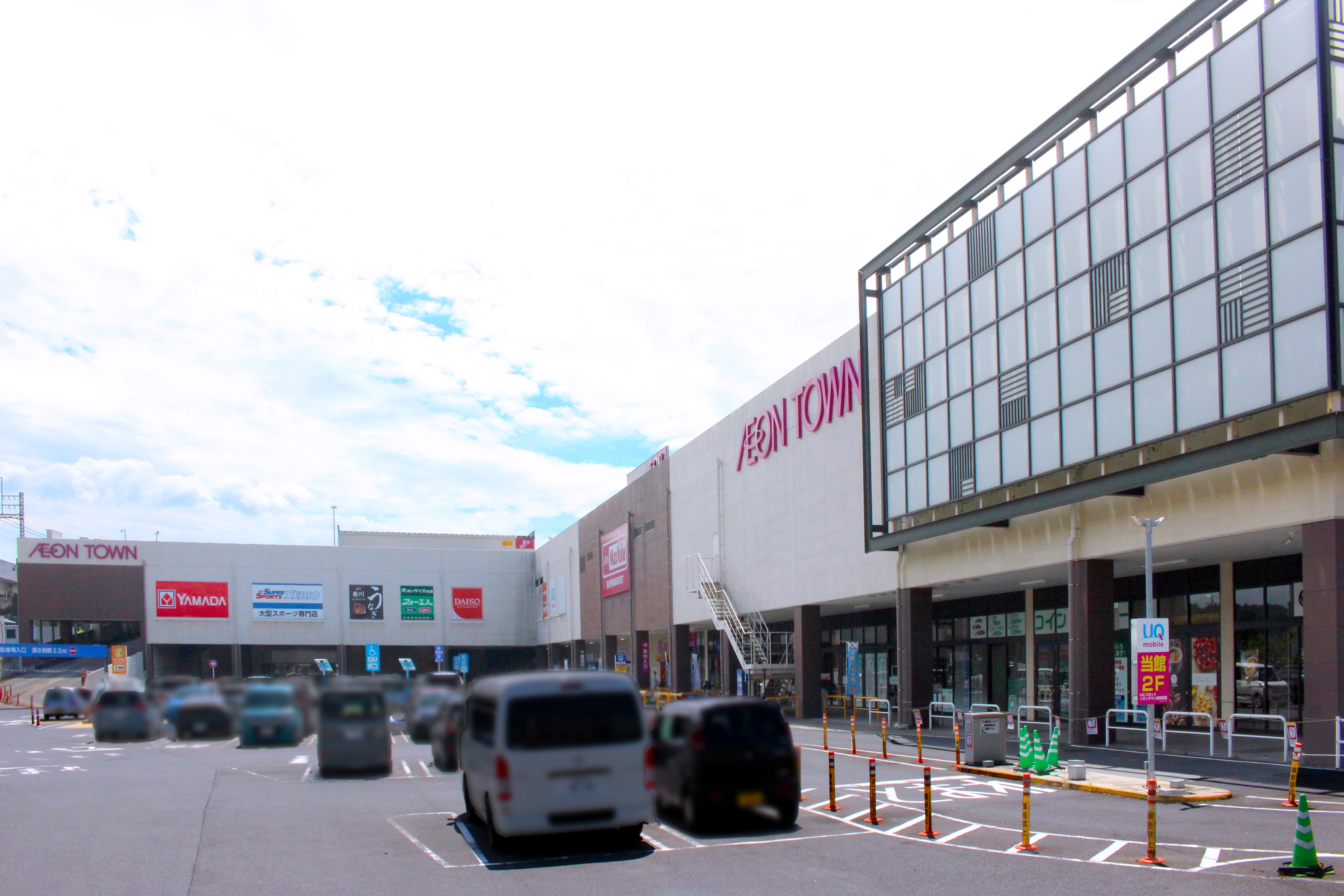
住友生命保険 北千葉支社成田インターシティ支部
- 東京海上日動火災保険 千葉支店成田支社
- あいおいニッセイ同和損害保険 成田サービスセンター
- ジブラルタ生命保険 千葉支社成田営業所
- ビショップ（パールショップともえ） 本社
- イオンタウン成田富里
  - マックスバリュ 成田富里店
  - ノジマ イオンタウン成田富里店
- ヤオコー 成田駅前店
- ワンダーレックス 成田店
- マツモトキヨシ 成田日吉台店
- AOKI 成田駅前店
- かねたや家具店 成田店
- ニトリ 成田店
- アパホテル〈京成成田駅前〉
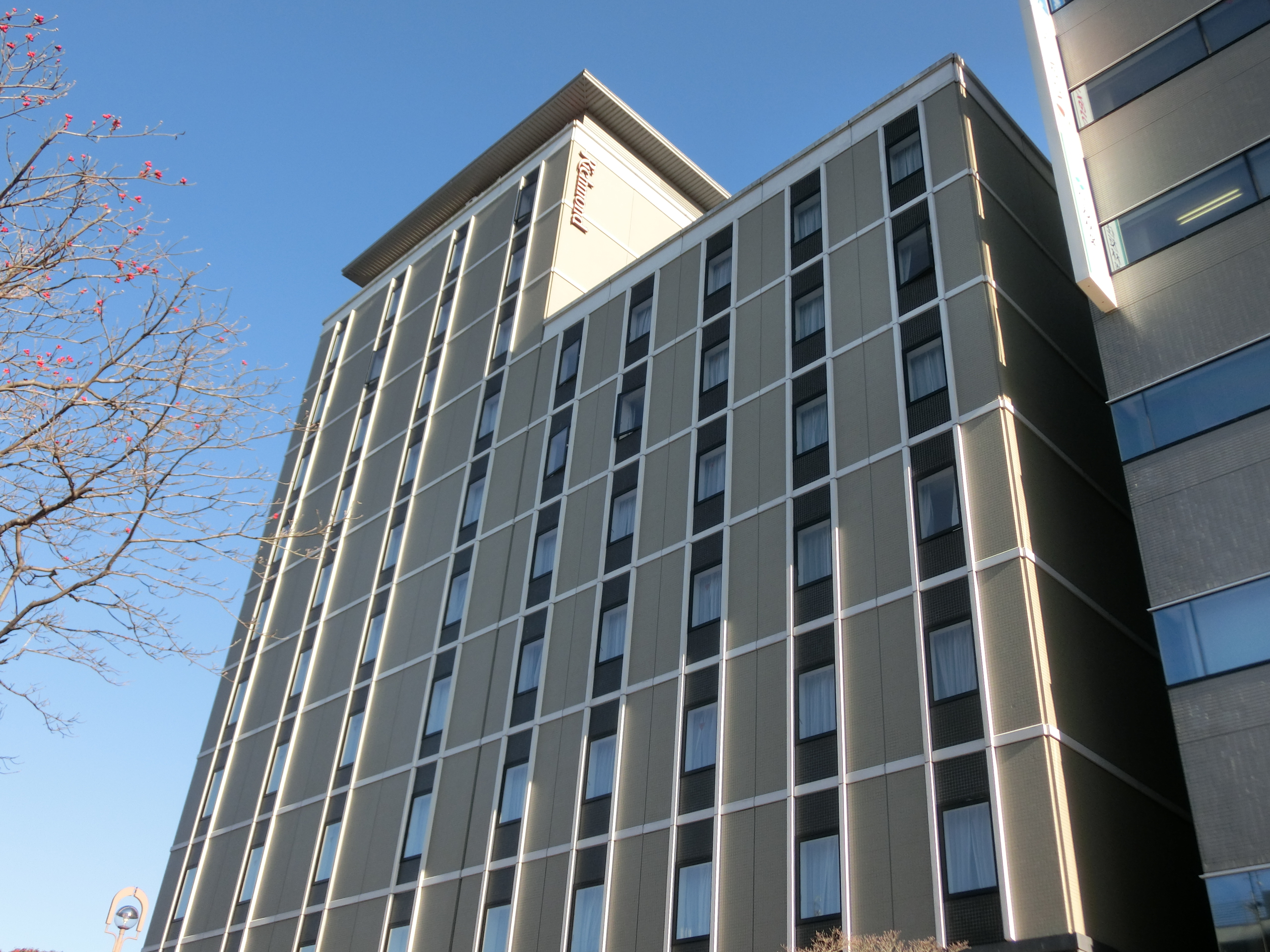
リッチモンドホテル成田
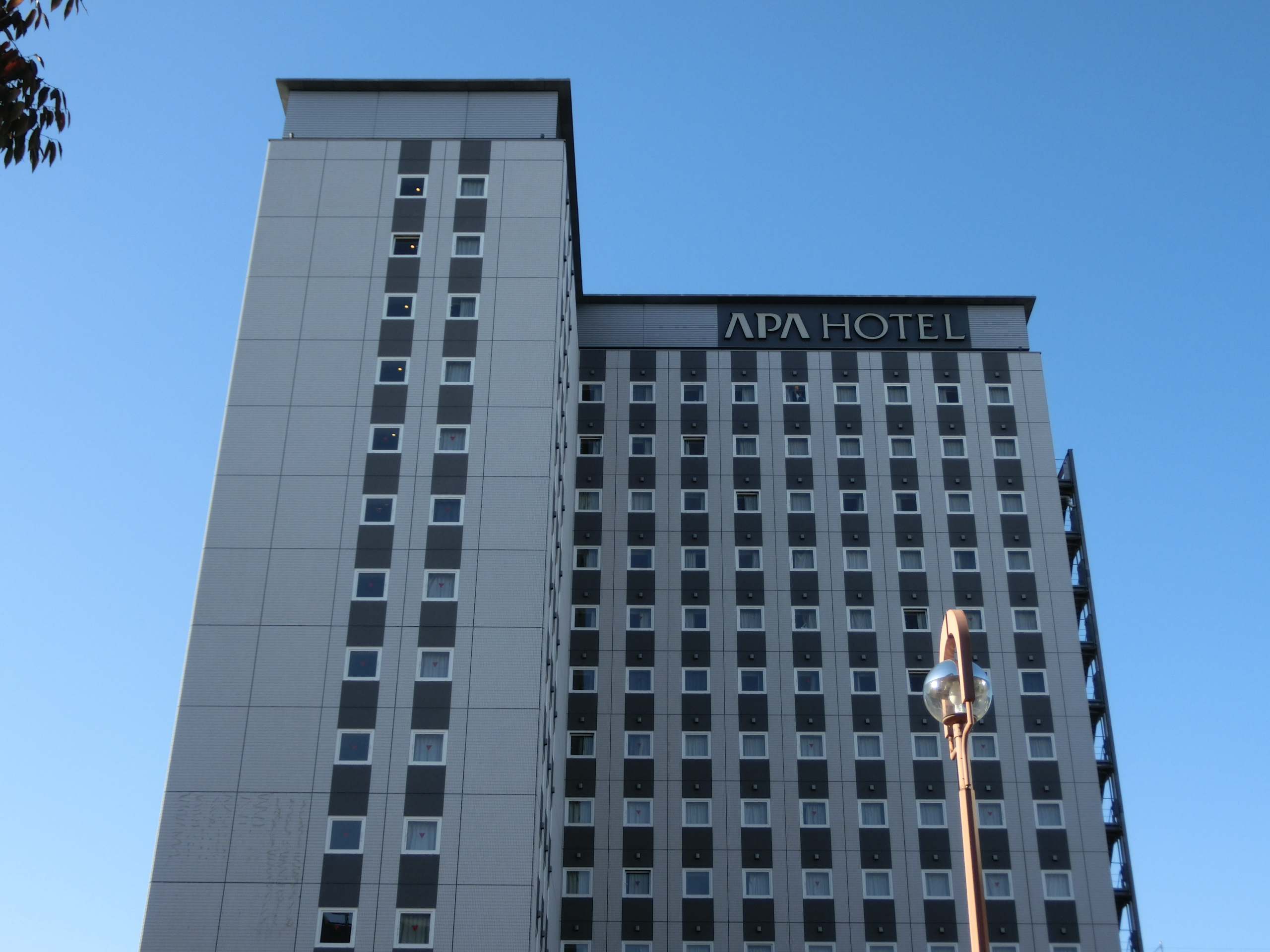
コンフォートホテル成田
- ミートイン成田
- センターホテル成田1
- センターホテル成田2 R51
- 成田パークヒルズホテル
- 栗山近隣公園
- 日吉台中央公園

- 成田市消防本部
- 成田富里徳洲会病院
- イオンタウン成田富里
- リッチモンドホテル成田
- アパホテル京成成田駅前

### 参道口(中央口・西口)

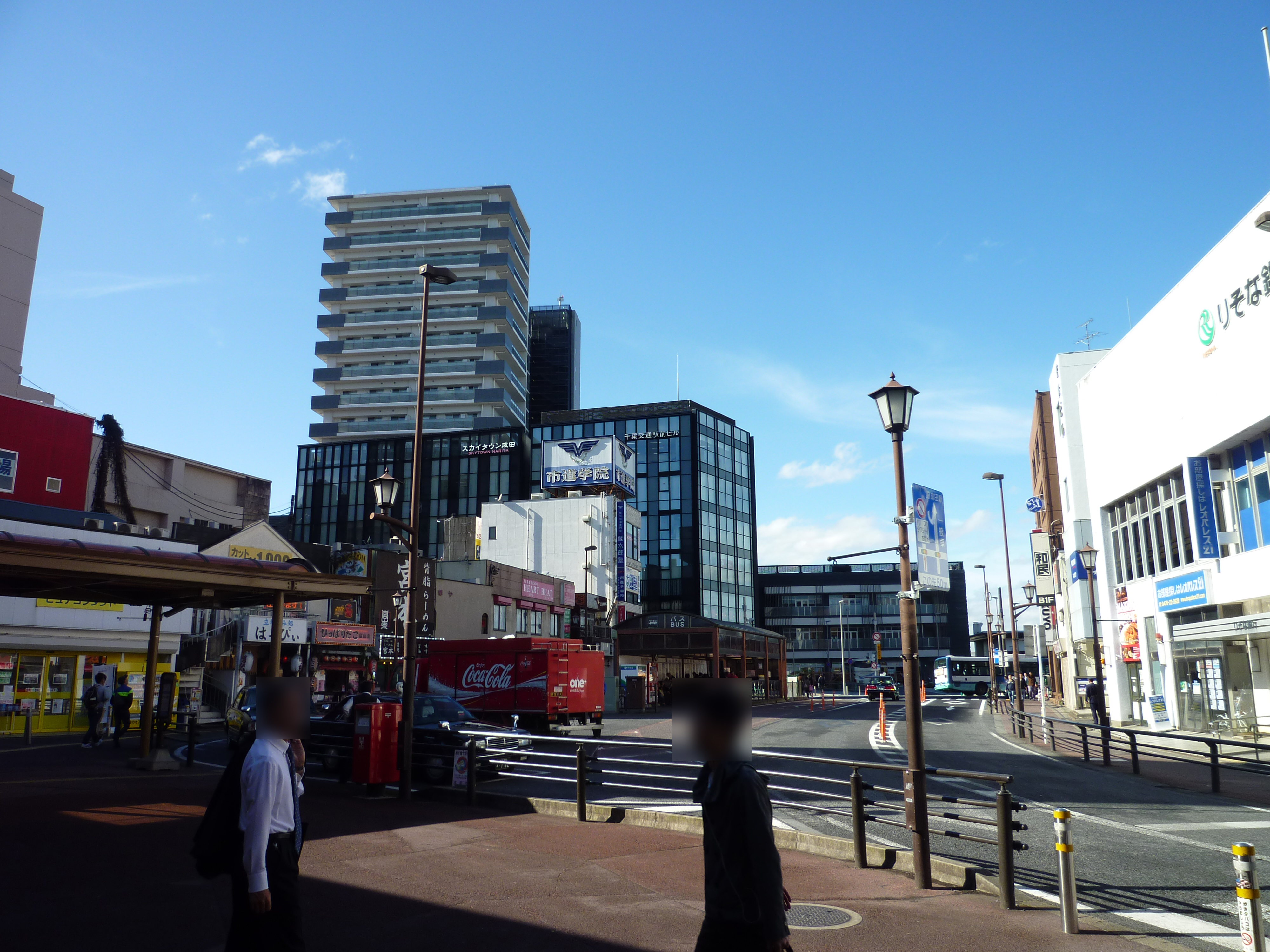
参道口からJR成田駅方面（2012年11月）

駅西口（参道口）にはJR成田駅（東口）が約150メートルと近接しており、一本松通りを挟んで成田駅東口駅前ロータリー交差点が広がる。また、駅前には電車道（成宗電気軌道跡）が通る。
以下、京成線より西側、成田線より東側の施設等一覧（西側は「成田駅#駅周辺」を参照）。

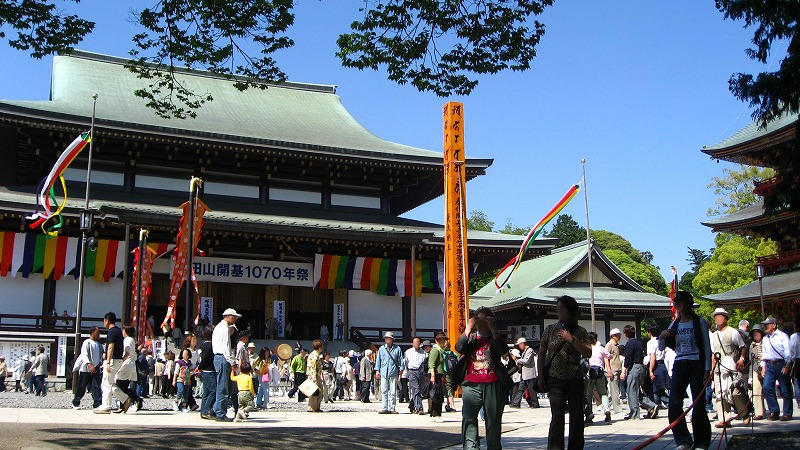
成田山新勝寺 - 境内には額堂、光明堂、釈迦堂、仁王門、三重塔（すべて重要文化財）が点在する。
- 成田山門前の町並み（表参道） - 全国門前町サミット参加団体。成田の商業用具店など歴史的建造物が現存する。
  - 一粒丸三橋薬局店舗（国登録有形文化財）
  - 川豊本店店舗（国登録有形文化財）
- 成田警察署 成田駅前交番
- 成田市消防団 第1分団第2部
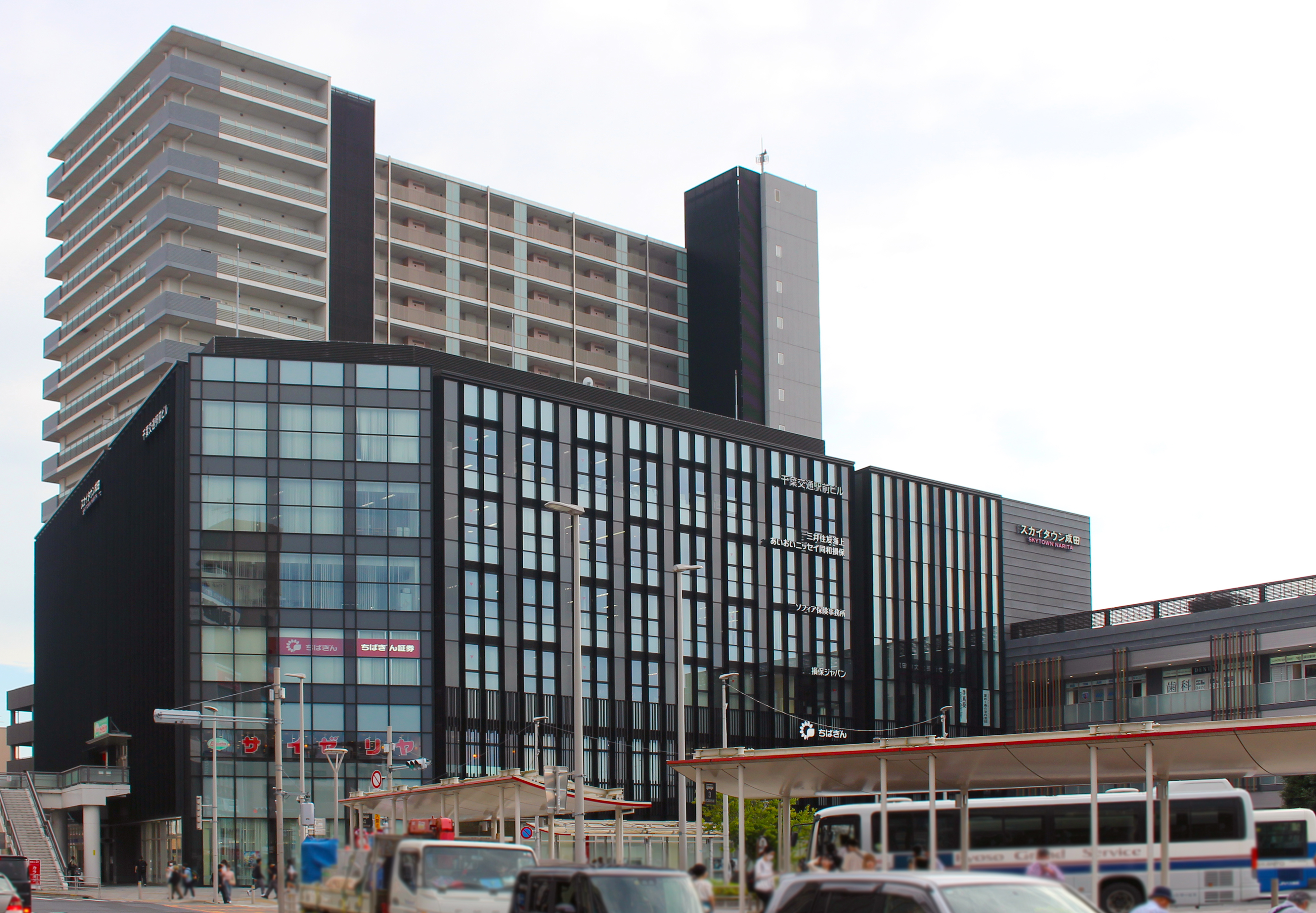
スカイタウン成田
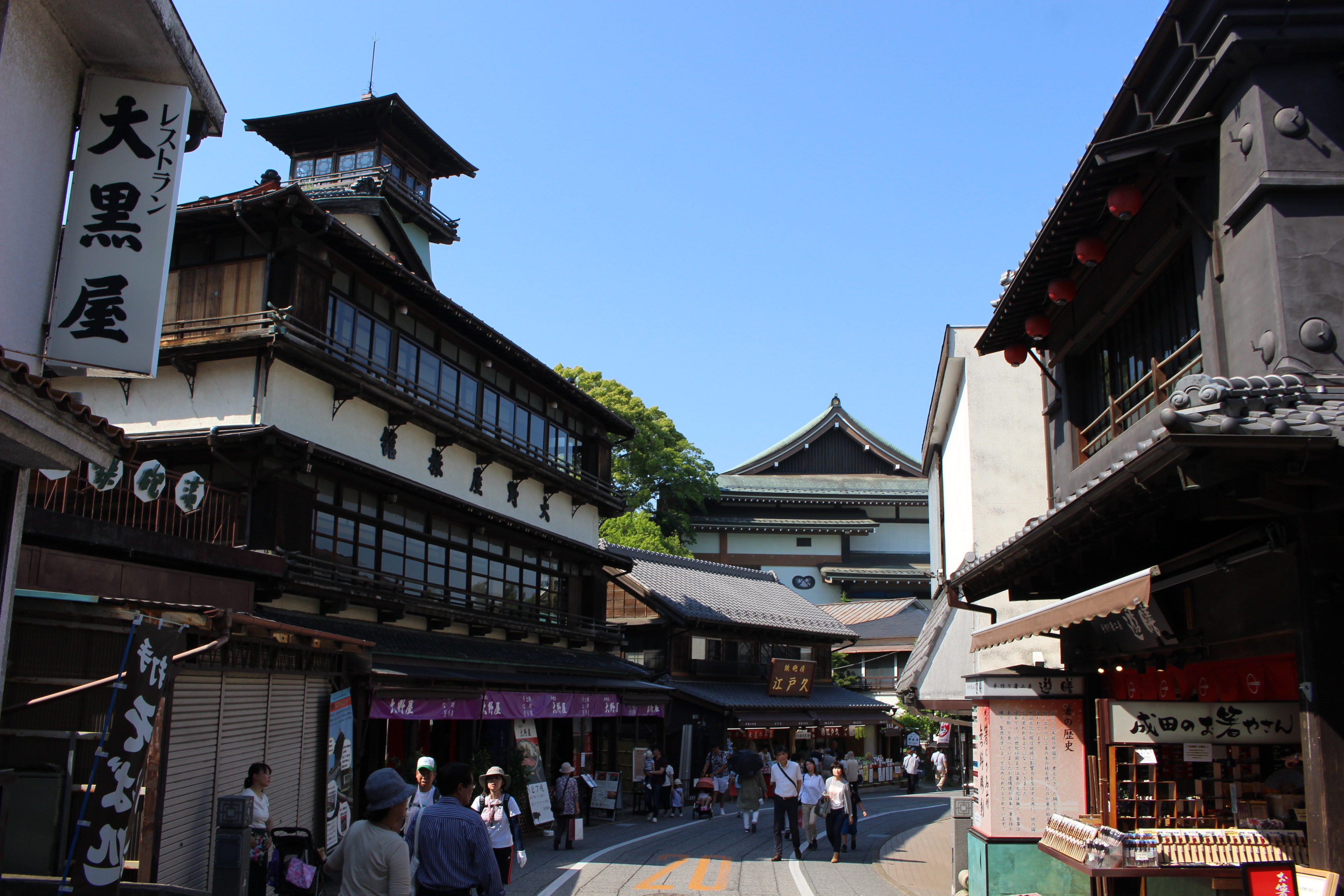
大野屋旅館（表参道）
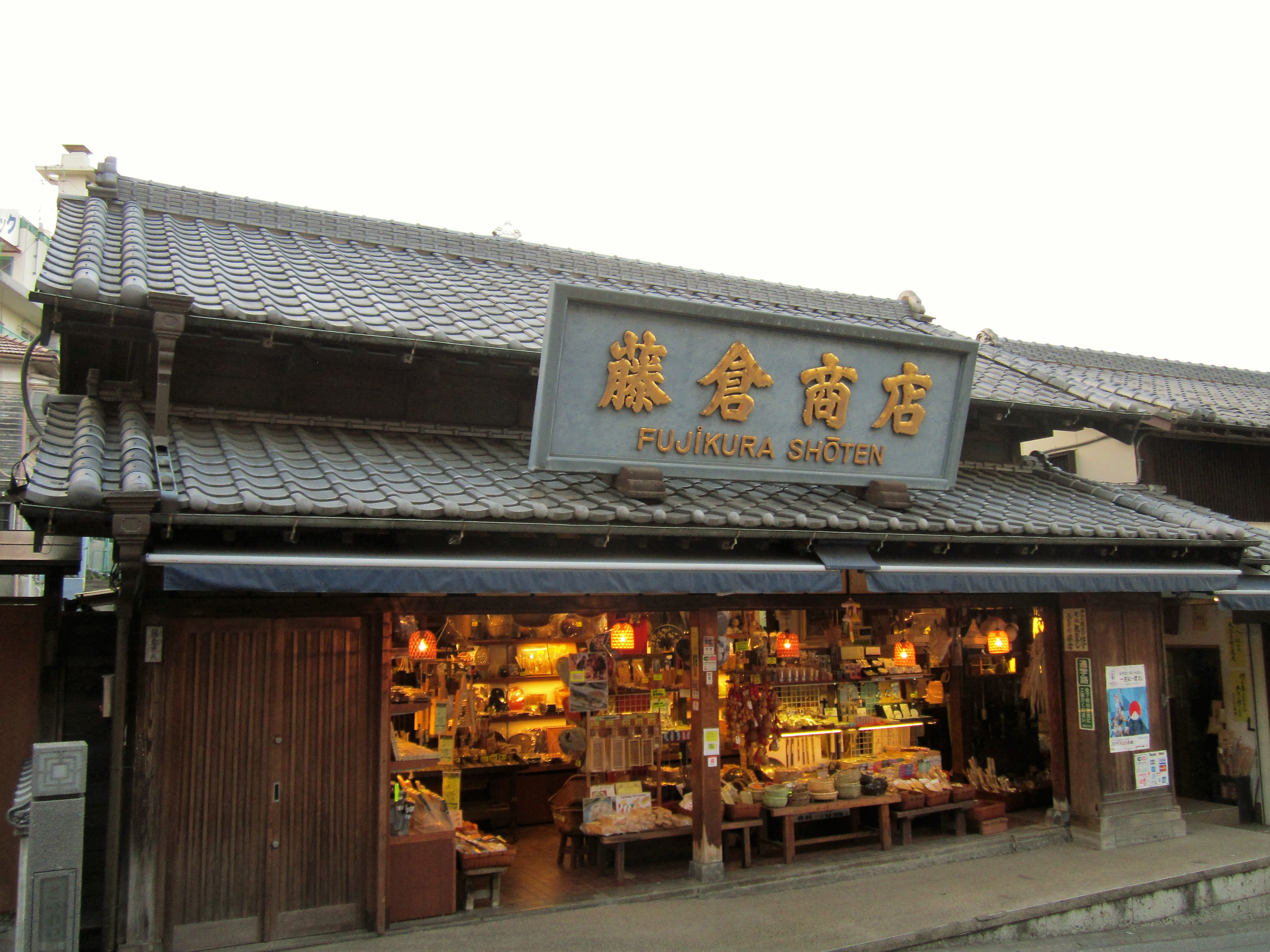
藤倉商店（商業用具店）
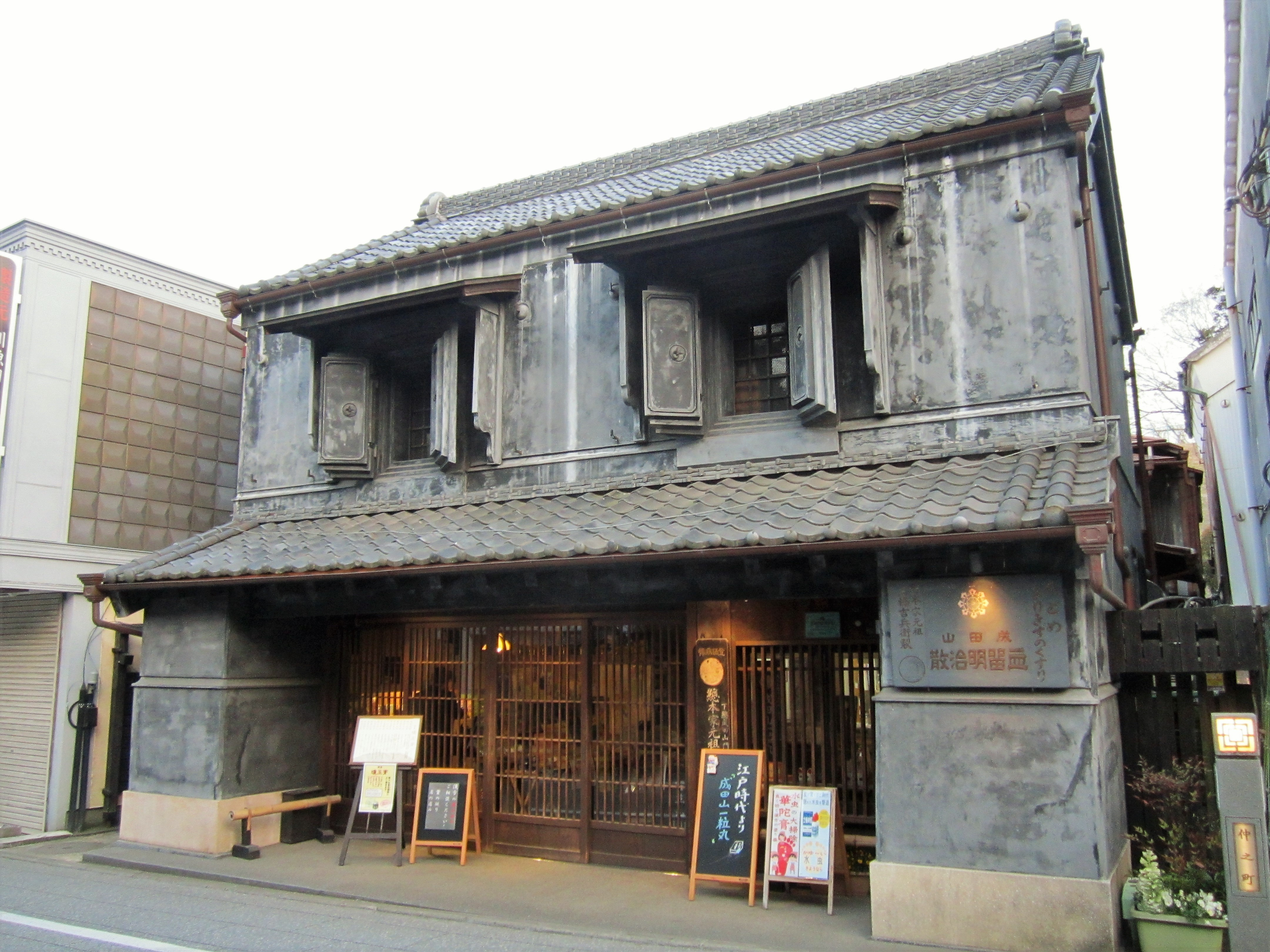
一粒丸三橋薬局店舗
  - 成田市文化芸術センター（スカイタウンホール）
  - 公共職業安定所 成田駅前庁舎
  - 鹿島学園高等学校 成田キャンパス
  - 千葉銀行 成田支店
  - マツモトキヨシ 成田東口駅前店
- 成田市商工会館
- 成田市成田公民館
  - 成田公民館図書室
- 成田ユニバーサル美術館
- 成田高等学校・付属中学校
- 成田市立成田中学校
- 成田高校付属小学校
- 成田幼稚園
- 成田駅前郵便局
- 成田東町郵便局
- みずほ銀行 成田支店
- りそな銀行 成田支店
- 千葉興業銀行 成田支店
- 千葉信用金庫 成田支店
- 佐原信用金庫 成田支店
- 藍澤證券 成田支店
- 大樹生命保険 成田営業部
- 朝日生命保険 船橋支社成田営業所
- アクサ生命保険 成田営業所
- 東方エージェンシー 成田営業所
- エービン 本社
- 米屋 本社
  - 成田羊羹資料館
- 千葉交通 本社ビル
- ヨネダカメラ本店
- エービン 成田東和田店
- ホテルウェルコ成田
- ザ エディスターホテル成田
- インターナショナルガーデンホテル成田
- 成田ひがし屋ホテル
- 旅館若松 本店
- 桐之家旅館
- 成田山公園
  - 成田山書道美術館
  - 成田山仏教図書館

- 成田山新勝寺
- スカイタウン成田
- 大野屋旅館（表参道）
- 藤倉商店（商業用具店）
- 一粒丸三橋薬局店舗

## バス路線
京成バス千葉イースト（成田営業所）による路線バスが、以下のように中央口（西口）と東口から発着する。なお、各路線の詳細は「京成バス千葉イースト成田営業所」を参照。

### 参道口（中央口・西口）
|        | 路線名                             | 行先                       | 主な経由地                   | 運行会社             |
| ------ | ---------------------------------- | -------------------------- | ---------------------------- | -------------------- |
| 1番線  | 〔直通バス〕成田メモリアルパーク線 | 成田メモリアルパーク内循環 | -                            | 京成バス千葉イースト |
| 2番線  | 吉岡線                             | 佐原粉名口車庫・佐原駅     | 成田山門前・野毛平・大栄支所 | 京成バス千葉イースト |
| 3番線  |                                    |                            |                              | 京成バス千葉イースト |
| 4番線  | 住野線                             | 八街駅北口 / 南小学校      | 七栄四ツ角・住野入口         | 京成バス千葉イースト |
| 5番線  | 本城台線                           | プロロジスパーク成田１     | 七栄四ツ角・根木名・本城     | 京成バス千葉イースト |
| 6番線  | イオン成田線                       | イオンモール成田           | 土屋 / 国道51号（直行）      | 京成バス千葉イースト |
| 7番線  | 日赤・ボンベルタ線                 | ボンベルタ                 | 日赤病院                     | 京成バス千葉イースト |
| 7番線  | 宗吾線                             | 宗吾霊堂                   | 公津の杜駅                   | 京成バス千葉イースト |
| 11番線 | 日吉台線                           | 日吉台車庫                 | 日吉台入口・日吉台小学校     | 京成バス千葉イースト |

この他、降車専用であるが、以下の路線も停車する。JRバス関東の停留所名は駅が付かない「京成成田」である。
- ジェイアールバス関東 多古本線（八日市場駅・多古台バスターミナル・航空科学博物館方面発）
- 成田市コミュニティバス 遠山ルート、大室・小泉ルート、水掛ルート、津富浦ルート、豊住ルート

### 東口
- 1番線：日吉台車庫 / ベイシア富里店
- 2番線：両国 / ハニワ台車庫 / ファミリータウン東
- 3番線：野毛平工業団地第五 / ファミリータウン東
- [成田市コミュニティバス] 成田市役所（遠山ルート、大室循環ルート、水掛ルート、津富浦ルート、豊住ルート、北須賀ルート）

### その他
- コンフォートホテル成田正面のバス停からは、成田空港や、空港周辺ホテルへの無料送迎バス、城西国際大学シャトルバスが運行されている。
- 市役所階段下バス停からは、サテライト成田・f-keiba成田（競輪・競馬場外発売所）行きの無料送迎バスが運行されている。
- かつては、成田空港発柏駅・松戸駅行き（高速バス：成田空港松戸線）が運行され、途中日医大千葉北総病院と千葉ニュータウン中央駅にて降車のみが可能であったが、首都圏中央連絡自動車道（圏央道）経由に変更になったため、現在は利用できない。
- 市内主要施設と空港周辺ホテル方面への成田市サークルバスも乗り入れていたが、2018年6月1日よりイオンモール成田発着に短縮されたことで乗り入れなくなった後、2019年7月16日をもって全線廃止となった。

## 隣の駅
京成電鉄
 本線
- ■「モーニングライナー」・■「イブニングライナー」停車駅　　　　　　　　　　　　　　　　　　　　　　　　　　　　　　　　　  　　　　  　　　　　　　　　   　　　　　　　　　　　　　　　　   　　　　　　　　　　　　　　　　　　　　　　　　　　　　　　　　　　　　　　　　　　　　　　　　　　　　　　　　　　　　　   　　 　　京成佐倉駅（KS 35）- 京成成田駅 (KS 40）      -空港第2ビル駅    （KS 41）　

■快速特急
京成佐倉駅（KS 35）- 京成成田駅 (KS 40）  　-空港第2ビル駅    （KS 41）
■特急・■通勤特急・■快速・■普通
公津の杜駅（KS 39）- 京成成田駅 (KS 40） 　-空港第2ビル駅     （KS 41）
※大晦日や正月などの特定日には、■「シティライナー」も発着する。
 東成田線
■快速特急・■特急・■通勤特急・■快速・■普通
（本線上野方面） - 京成成田駅（KS 40） - 東成田駅（KS 44）